# Био, Камиль
Ками́ль Био́ (фр. Camille Biot; 19 декабря 1850, Шатенуа-ле-Руаяль, департамент Сона и Луара, Франция — 1918, Макон, департамент Сона и Луара, Франция) — французский врач, впервые описавший патологический тип дыхания, названный его именем — дыхание Биота.

## Биография
Родился в маленьком городке Шатенуа-ле-Руаяле (рядом с Шалон-сюр-Соном) департамента Сона и Луара, во Франции в 1850 году. Работая интерном в больнице Отель-Дьё Лиона, впервые обратил внимание на характерный тип дыхания у 16-летнего больного туберкулёзным менингитом. Своё наблюдение опубликовал в 1876 году в медицинском издании. После 1875 года работал практикующим врачом в Маконе.